# Gottlieb Fröhlich
Gottlieb Fröhlich (* 13. August 1948 in Wohlen bei Bern, Schweiz) ist ein ehemaliger Schweizer Ruderer, der bei den Olympischen Spielen 1968 Dritter im Vierer mit Steuermann wurde.
Bei den Olympischen Spielen 1968 in Mexiko errang er gemeinsam mit Jakob Grob, Denis Oswald, Peter Bolliger und Hugo Waser die Bronze-Medaille. Er fungierte als Steuermann.